# بيتر غاريت
بيتر غاريت (بالإنجليزية: Peter Garrett)‏ هو ناشط سلام ومغني وسياسي أسترالي، ولد في 16 أبريل 1953 في سيدني في أستراليا. حزبياً، نشط في حزب العمال الأسترالي. وقد انتخب عضو مجلس النواب الأسترالي عن دائرة Division of Kingsford Smith ‏ (9 أكتوبر 2004 – 5 أغسطس 2013) وانتخب وزير الاستدامة والبيئة والمياه والسكان والمجتمعات ‏ (3 ديسمبر 2007 – 14 سبتمبر 2010) وانتخب وزير التعليم ‏ (14 سبتمبر 2010 – 26 يونيو 2013).

## وصلات خارجية
- بيتر غاريت على موقع IMDb (الإنجليزية)
- بيتر غاريت على موقع ميوزك برينز (الإنجليزية)
- بيتر غاريت على موقع إن إن دي بي (الإنجليزية)
- بيتر غاريت على موقع أول ميوزيك (الإنجليزية)
- بيتر غاريت على موقع ديسكوغز (الإنجليزية)
- بيتر غاريت على موقع قاعدة بيانات الفيلم (الإنجليزية)

- الموقع الرسمي